# Kfar ha-Oranim
Kfar ha-Oranim (hebrejsky כְּפָר הָאֳרָנִים, doslova „Borovicová vesnice“, v oficiálním přepisu do angličtiny Kefar HaOranim, alternativní název obce Menora hebrejsky מנורה), je izraelská osada a vesnice typu společná osada (jišuv kehilati) na Západním břehu Jordánu v distriktu Judea a Samaří a v Oblastní radě Mate Binjamin.

## Geografie
Nachází se v nadmořské výšce cca 300 metrů, v aglomeraci měst Modi'in Illit a Modi'in-Makabim-Re'ut.
Severně od obce probíhá v údolí vádí Nachal Modi'im. Leží na dotyku se Zelenou linií, která odděluje území Izraele v mezinárodně uznávaných hranicích od okupovaného Západního břehu Jordánu. Kfar ha-Oranim leží cca 3 kilometry severovýchodně od města Modi'in-Makabim-Re'ut, cca 2 kilometry jihozápadně od Modi'in Illit, cca 25 kilometrů severozápadně od historického jádra Jeruzalému a cca 30 kilometrů jihovýchodně od centra Tel Avivu.
Je součástí územně souvislého bloku izraelských sídel rozkládajících se po obou stranách Zelené linie. Na západní straně je Kfar ha-Oranim stavebně propojeno s obcí Lapid (ta leží již západně od Zelené linie ve vlastním Izraeli). Přes Lapid také vede dopravní napojení osady na silnici číslo 446, která spojuje jednotlivá hlavní centra aglomerace.

## Dějiny
Vesnice byla založena v roce 1998. Podle jiného zdroje v říjnu 1997. Vznikla jako rezidenční osada předměstského typu. Příprava zřízení nové osady začala už v roce 1981, tehdy pod názvem Giv'at Ehud (podle izraelského pilota Ehuda Ben Amitiho). Základní kámen byl slavnostně položen v roce 1984 za účasti tehdejšího izraelského premiéra Jicchaka Šamira. Název připravované osady se mezitím změnil na Menora. Právní průtahy ohledně vlastnictví půdy, na které měla nová vesnice vzniknout, ale její výstavbu zpozdily. První obyvatelé se sem nastěhovali až říjnu 1997. V osadě funguje základní škola, středoškolské vzdělání je zajištěno na středních školách ve městě Modi'in-Makabim-Re'ut.
Počátkem 21. století byl celý blok osad okolo města Modi'in Illit včetně Kfar ha-Oranim zahrnut do Izraelské bezpečnostní bariéry a oddělen tak od okolních arabských vesnic. Izrael si hodlá tuto část Západního břehu Jordánu ponechat i po případné mírové smlouvě s Palestinci a v rámci aglomerace Modi'in Valley navíc došlo k faktickému setření Zelené linie a anexi oblasti do vlastního Izraele.

## Demografie
Obyvatelstvo Kfar ha-Oranim je v databázi osad rady Ješa popisováno jako sekulární. V přehledu osad zveřejněných zpracovaném organizací Peace Now je ovšem uváděno jako smíšené (tedy sekulární i nábožensky založené). Profil obce v databázi oblastní rady popisuje obyvatelstvo jako „převážně sekulární“.
Formálně jde sice o sídlo vesnického typu (bez statutu místní rady ani města), ve své kategorii ovšem jde o poměrně lidnatou rezidenční obec předměstského typu. Podle údajů z roku 2014 tvořili naprostou většinu obyvatel Židé (včetně statistické kategorie "ostatní", která zahrnuje nearabské obyvatele židovského původu ale bez formální příslušnosti k židovskému náboženství).
Jde o obec s dlouhodobě rostoucí populací. K 31. prosinci 2014 zde žilo 2668 lidí. Během roku 2014 populace stoupla o 0,0 %.
| Rok            | 1998 | 1999 | 2000 | 2001 | 2002  | 2005  | 2006  | 2007  | 2008  | 2009  | 2010  | 2011  | 2012  | 2013  | 2014  |
| -------------- | ---- | ---- | ---- | ---- | ----- | ----- | ----- | ----- | ----- | ----- | ----- | ----- | ----- | ----- | ----- |
| Počet obyvatel | 132  | 332  | 768  | 971  | 1 240 | 1 804 | 1 917 | 2 028 | 2 172 | 2 440 | 2 509 | 2 542 | 2 644 | 2 667 | 2 668 |